# 梅津政景
梅津政景（1581年（天正9年）—1633年（寬永10年）），是日本安土桃山時代及江戶時代初期的武將、常陸國戰國大名（之後的出羽國秋田藩）佐竹氏家臣。宇都宮氏舊臣梅津道金之子。其兄為梅津憲忠。
仕奉佐竹義宣，擅長於內政。關原之戰後的1602年、隨著佐竹氏轉封至出羽秋田。致力於秋田藩的開創、和其兄歷任家老和勘定奉行等要職。1615年時參加了大坂夏之陣戰役。
政景有名的事蹟在於他留下了手書《梅津政景日記》，對於當時秋田藩的藩政、武士及庶民生活描述深刻，而成了當今研究江戶時代早期社會文化面貌相當貴重的參考史料。